# Drei Brüder Gesinnung
Drei Brüder Gesinnung ist eine stillgelegte Fundgrube mit zwei Stolln im Bergbaurevier Schwarzenberg im sächsischen Erzgebirge.

## Geschichte
Die Drei-Brüder-Gesinnung-Fundgrube ist eine von zahlreichen Gruben, die am Rabenberg zwischen Johanngeorgenstadt und Breitenbrunn/Erzgeb. auf Zinn betrieben wurden. Der Standort der Grube war am Hinteren Rabenberg, oberhalb des späteren Ortsteils Albertsthal, am Osthang des Schwarzwassertales. Zur Fundgrube gehörte auch ein einfaches Zechenhaus, das heute nicht mehr existiert.
Die Grube wurde 1784 durch Christian Friedrich Opp gemutet. Im Jahre 1803 existierten ein oberer, bei 803 m NN angeschlagener 100 Lachter langer Stolln und ein unterer, bei 780 m NN angeschlagener 150 Lachter langer Stolln. Beide Stolln liegen an dem Ortsteil Rabenberg führenden Galgenflügel. Der obere Stolln verfügte auch über einen Tagesschacht. Daneben gab es eigenes Pochwerk, das durch Wasser aus dem Überlauf vom Walts-Gotter Pochwerk angetrieben wurde. Dieses Pochwerk wurde von der Zinngrube Lattenschuppe übernommen. Die Grube Drei Brüder Gesinnung baute auf demselben Zinnerz führenden Gang wie die talwärts liegende Phillipi Jacobi Fundgrube mit dem am Schwarzwasser angesetzten Tiefen Hilfe Gottes Stolln. 
Die in dieses Bergwerk gesetzten Hoffnungen erfüllten sich nicht, so dass der Betrieb nach nicht einmal 30 Jahren zum Erliegen kam.